# Eiichi Moriwaki
Eiichi Moriwaki (森脇 英一, Moriwaki Eiichi) est un photographe japonais.
On ne sait presque rien de Moriwaki. Dans les années 1930 il est membre du « Osaka Camera Group » (大阪カメラグループ, Ōsaka Kamera Gurūpu) de Kiyoshi Koishi, et à la fin des années 1930, membre du « Rōka Photography Club » (浪華写真クラブ, Rōka Shashin Kurabu).
Le musée métropolitain de photographie de Tokyo conserve des œuvres de Moriwaki dans sa collection permanente